# Laurence Arnold Hanna
Pour les articles homonymes, voir Hanna.
Laurence Arnold Hanna (22 mars 1892-27 mars 1979) est un homme politique canadien de la Colombie-Britannique. Il est député provincial libéral de la circonscription britanno-colombienne d'Alberni de 1928 à 1933 et de Comox de 1933 à 1937. Il sert également comme maire d'Alberni pendant cinq ans.
Après la politique, il sert comme juge de la cour du comté de Nanaimo. Il meurt à Nanaimo à l'âge de 87 ans.